# Boechera yorkii
Boechera yorkii är en korsblommig växtart som beskrevs av S. Boyd. Boechera yorkii ingår i släktet indiantravar, och familjen korsblommiga växter. Inga underarter finns listade i Catalogue of Life.